# Aylostera einsteinii
Aylostera einsteinii ist eine Pflanzenart in der Gattung Aylostera aus der Familie der Kakteengewächse (Cactaceae). Das Artepitheton einsteinii ehrt Albert Einstein.

## Beschreibung
Aylostera einsteinii wächst sprossend mit hellgrünen bis dunkel bräunlich grünen Körpern und bildet Gruppen. Die Körper erreichen Durchmesser von 2 bis 3 Zentimeter und haben oft eine massive, verzweigte Rübenwurzel. Die nicht erkennbaren Rippen sind in deutliche Höcker gegliedert. Die darauf befindlichen Areolen sind verlängert. Die 10 bis 20 Dornen lassen sich kaum in Mittel- und Randdornen unterteilen. Sie sind hell- bis dunkelbraun, ausgebreitet bis fast anliegend und 3 bis 8 Millimeter lang.
Die leuchtend gelben Blüten sind bis zu 2,5 Zentimeter lang und erreichen ebensolche Durchmesser.

## Verbreitung, Systematik und Gefährdung
Aylostera einsteinii ist in Argentinien in den Provinzen Salta und Jujuy in Höhenlagen von 2800 bis 4300 Metern verbreitet.
Die Erstbeschreibung als Rebutia einsteinii wurde 1931 von Alberto Vojtěch Frič veröffentlicht. Stefano Mosti und Alessio Papini stellten die Art 2011 in die Gattung Aylostera. Weitere nomenklatorische Synonyme sind Lobivia einsteinii (Frič) Rausch (1987), Rebulobivia einsteinii Frič (1935), Mediolobivia schmiedcheniana var. einsteinii (Frič) Backeb. (1957) und Cylindrorebutia einsteinii (Frič) Brederoo (1959). Es existieren zahlreiche taxonomische Synonyme, darunter Rebutia aureiflora Backeb. (1932), Rebutia fischeriana Slaba (2002) und Rebutia gonjianii R.Kiesling (1973).
In der Roten Liste gefährdeter Arten der IUCN wird die Art als „Least Concern (LC)“, d. h. als nicht gefährdet geführt.

## Nachweise